# 저스틴 스모크
저스틴 카일 스모크(영어: Justin Kyle Smoak, 1986년 12월 5일 ~ )는 미국 출신의 야구 선수이자 전  일본 프로 야구 요미우리 자이언츠의  선수이다.
볼티모어 오리올스에 소속되어 있는 포수인 맷 위터스와 친구로 알려져 있다. 2014년에 시즌이 끝난 후 웨이버 공시가 되어 블루제이스와 계약한다.
2020년 시즌 후 요미우리 자이언츠와 계약하면서 일본 프로 야구에 진출하였으나 신종 코로나 바이러스의 영향 탓인지 2021년 시즌 도중 퇴단했다.

한편, 토론토 이적 뒤 14번을 달았으나 데뷔 후 14번을 써 온 좌완투수 데이비드 프라이스가 2015년 7월 30일 트레이드로 토론토 유니폼을 입자 13번으로 교체했고 프라이스가 다음 해 다른 팀 유니폼을 입자 14번으로 돌아갔는데 프라이스는  2016년부터 14번을 달지 못했으며 스모크는  요미우리에서 14번이 영구결번(사와무라 에이지)이라 10번을 달았는데 일본에서는 사와무라의 영향 탓인지  투수들이 14번을 선호한다.

## 연도별 타격 성적
| 연 도     | 소 속     | 경 기 | 타 석 | 타 수 | 득 점 | 안 타 | 2 루 타 | 3 루 타 | 홈 런 | 루 타 | 타 점 | 도 루 | 도 루 자 | 희 생 번 | 희 생 플 | 볼 넷 | 고 4 | 사 구 | 삼 진 | 병 살 타 | 타 율 | 출 루 율 | 장 타 율 | O P S |
| --------- | --------- | ----- | ----- | ----- | ----- | ----- | ------- | ------- | ----- | ----- | ----- | ----- | -------- | -------- | -------- | ----- | ---- | ----- | ----- | -------- | ----- | -------- | -------- | ----- |
| 2010년    | TEX/SEA   | 100   | 397   | 348   | 40    | 76    | 14      | 0       | 13    | 129   | 48    | 1     | 0        | 0        | 3        | 46    | 4    | 0     | 91    | 9        | .218  | .307     | .371     | .678  |
| 2011년    | SEA       | 123   | 489   | 427   | 38    | 100   | 24      | 0       | 15    | 169   | 55    | 0     | 0        | 0        | 4        | 55    | 4    | 3     | 105   | 10       | .234  | .323     | .396     | .719  |
| 2012년    | SEA       | 132   | 535   | 483   | 49    | 105   | 14      | 0       | 19    | 176   | 51    | 1     | 0        | 0        | 2        | 49    | 2    | 1     | 111   | 12       | .217  | .290     | .364     | .654  |
| 2013년    | SEA       | 131   | 521   | 454   | 53    | 108   | 19      | 0       | 20    | 187   | 50    | 0     | 0        | 0        | 1        | 64    | 1    | 2     | 119   | 11       | .238  | .334     | .412     | .746  |
| 2014년    | SEA       | 80    | 276   | 248   | 28    | 50    | 13      | 0       | 7     | 84    | 30    | 0     | 1        | 0        | 2        | 24    | 0    | 2     | 66    | 8        | .202  | .275     | .339     | .614  |
| 2015년    | TOR       | 132   | 328   | 296   | 44    | 67    | 16      | 1       | 18    | 139   | 59    | 0     | 0        | 0        | 1        | 29    | 0    | 2     | 86    | 10       | .226  | .299     | .470     | .768  |
| 통산：6년 | 통산：6년 | 698   | 2546  | 2256  | 252   | 506   | 100     | 1       | 92    | 884   | 293   | 2     | 1        | 0        | 13       | 267   | 11   | 10    | 578   | 60       | .224  | .308     | .392     | .699  |

- 2014시즌 종료 기준.

## 참조
1. ↑  “Justin Smoak Statistics and History” (영어). baseballreference. 2015년 2월 2일에 확인함.
2. ↑  정철우 (2021년 6월 18일). “'자진 퇴단' 巨人 5번타자, 가족 위해 포기한 돈이 무려 51억”. MK스포츠. 2021년 10월 21일에 확인함.
3. ↑  정철우 (2021년 6월 18일). “'자진 퇴단' 巨人 5번타자, 가족 위해 포기한 돈이 무려 51억”. MK스포츠. 2021년 10월 21일에 확인함.
4. ↑  김재호 (2019년 2월 1일). “데이빗 프라이스, 등번호 10번으로 변경”. MK스포츠. 2024년 4월 9일에 확인함.
5. ↑  민창기 (2014년 2월 27일). “오승환의 한신, 레전드 유니폼입고 거인전 출전”. 스포츠조선. 2024년 4월 9일에 확인함.
6. ↑  “【背番号物語】「＃14」伝説から始まった栄光の投手ナンバー”. 슈칸 베이스볼. 2017년 12월 22일. 2024년 4월 9일에 확인함.
7. ↑  “日本ハム背番14はルーキーで10勝酒井ら投手中心”. 닛칸스포츠. 2021년 1월 13일. 2024년 4월 9일에 확인함.